# Celler Devinssi
Celler Devinssi és un celler de la Denominació d'Origen Qualificada Priorat, situat a la població de Gratallops. S'hi elaboren les següents marques: Il·lia (91 punts a la "Guía Peñín" de 2016), Mas de les Valls (negre i blanc), Cupatge i Rocapoll (92 punts a la "Guía Peñín" de 2016). El celler ofereix també l'apadrinament de vinyes com a forma de venda a l'avançada.

## Història

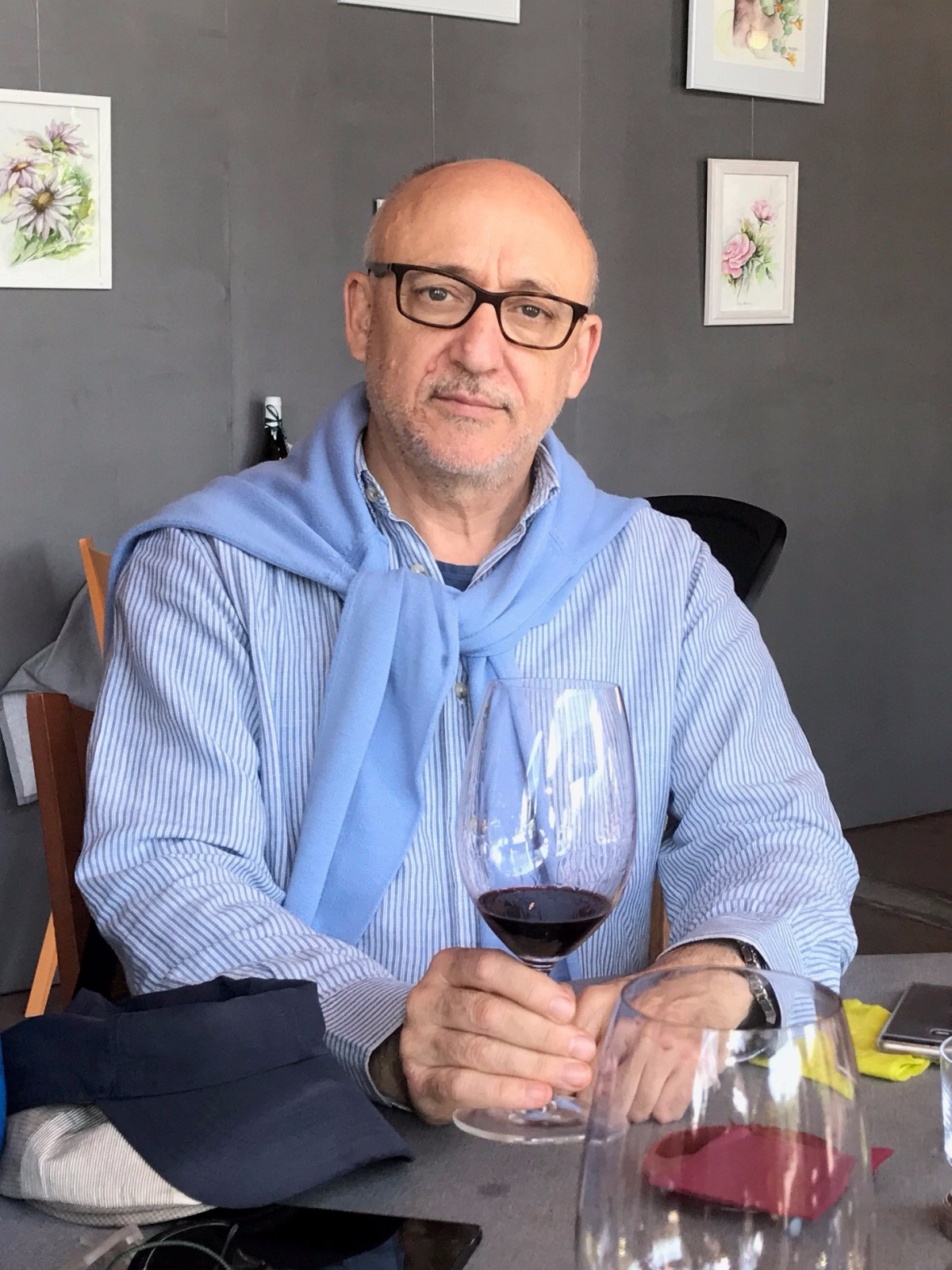
Josep Roca Benito

L'any 2000 neix Devinssi, empresa dedicada a l'elaboració de vins, fundada per Josep Roca Benito, Màster en Enologia i Viticultura. El 2001 es planten les primeres vinyes a la finca les Planes, a Gratallops, i es comença la construcció d'un petit celler al mateix poble, centre neuràlgic del Priorat. Els primers vins s'elaboren a partir de collites de petites finques de vinyes velles de garnatxa i samsó situades a Gratallops i a la Vilella Baixa. L'any 2005 es recupera una finca de vinyes velles de samsó per elaborar el vi de vila Rocapoll.

## Galeria d'imatges

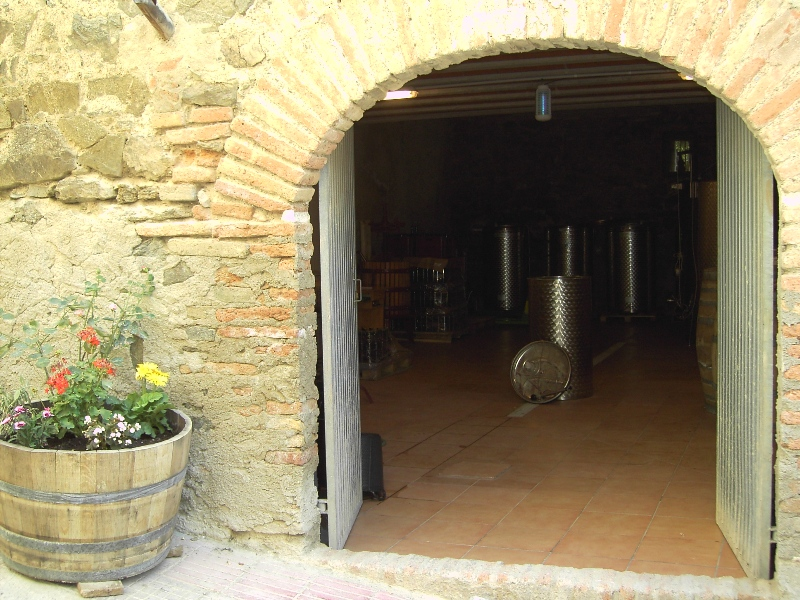
Entrada al Celler Devinssi, Gratallops
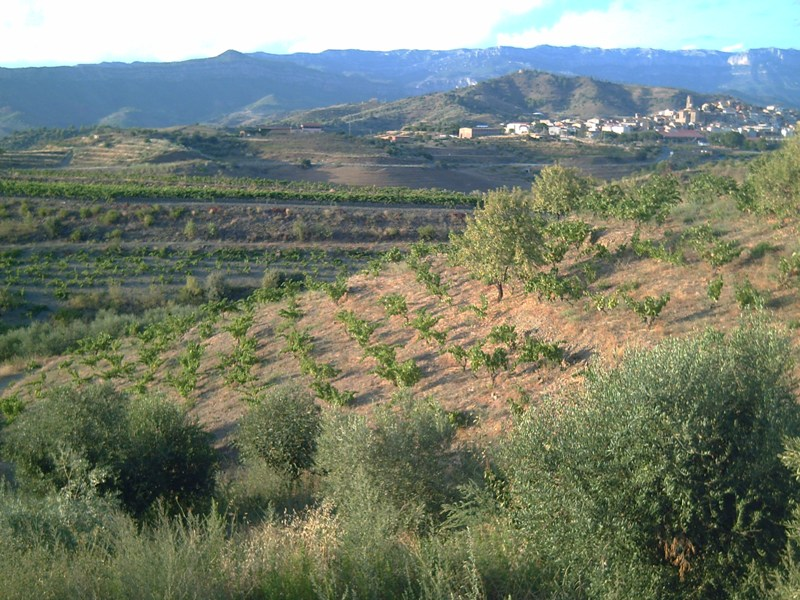
La Finca Rocapoll, Gratallops
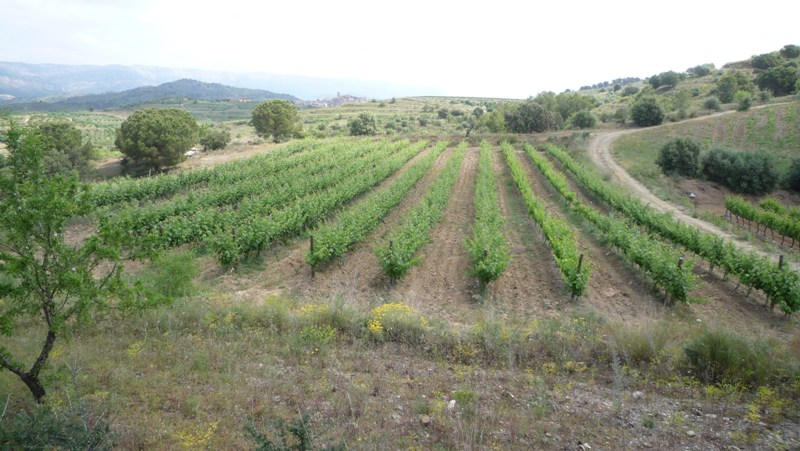
La Finca Les Planes, Gratallops